# Джон Кайнох
Джон Кайнох  (англ. John Kynoch, 18 березня 1933) — британський стрілець, олімпійський медаліст.

## Виступи на Олімпіадах
| Олімпіада   | Дисципліна                       | Місце |
| ----------- | -------------------------------- | ----- |
| Мюнхен 1972 | стрільба по рухомій мішені, 50 м | 3     |

## Зовнішні посилання
- Досьє на sport.references.com [Архівовано 24 вересня 2013 у Wayback Machine.]

1. ↑  Sports-Reference.com
2. ↑  Tchir P. List of the Oldest Living Olympians (aged 90+)